# 圓環坐標系

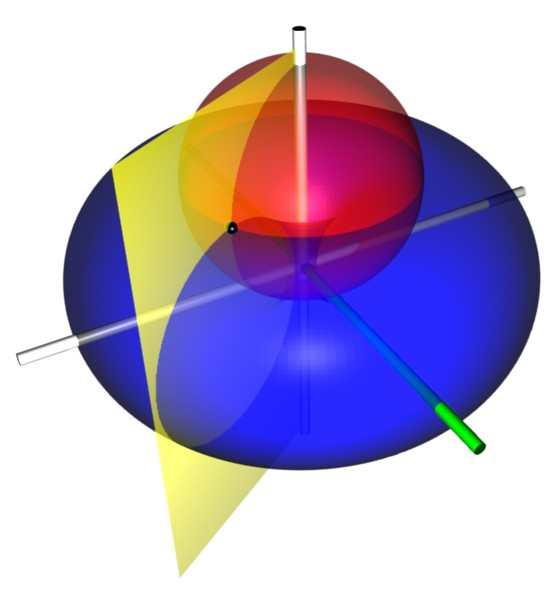
圖 1 ）圓環坐標系的幾個坐標曲面。紅色圓球面的 。藍色環面的 。黃色半平面的 。z-軸是垂直的，以白色表示。 x-軸以綠色表示。三個坐標曲面相交於點 P （以黑色的圓球表示），直角坐標大約為 。

圖 2 ）雙極坐標系繪圖。紅色圓圈變成上圖的紅色圓球面（ -坐標曲面），而藍色圓圈則變成藍色環面（ -坐標曲面）。

圓環坐標系（英語：Toroidal coordinates）是一種三維正交坐標系。設定二維橢圓坐標系包含於 xz-平面；兩個焦點 {\displaystyle F_{1}} 與 {\displaystyle F_{2}} 的直角坐標分別為 {\displaystyle (-a,\ 0,\ 0)} 與 {\displaystyle (a,\ 0,\ 0)} 。將雙極坐標系繞著 z-軸旋轉，則可以得到圓環坐標系。雙極坐標系的兩個焦點，變為一個半徑為 {\displaystyle a} 的圓圈，包含於圓環坐標系的 xy-平面。稱這圓圈為焦圓，又稱為參考圓。

## 數學定義
在三維空間裏，一個點 P 的圓環坐標 {\displaystyle (\sigma ,\ \tau ,\ \phi )} 最常見的定義是
{\displaystyle x=a\ {\frac {\sinh \tau }{\cosh \tau -\cos \sigma }}\cos \phi } 、
{\displaystyle y=a\ {\frac {\sinh \tau }{\cosh \tau -\cos \sigma }}\sin \phi } 、
{\displaystyle z=a\ {\frac {\sin \sigma }{\cosh \tau -\cos \sigma }}} ；
其中，{\displaystyle (x,\ y,\ z)} 是直角坐標，{\displaystyle \sigma } 坐標是 {\displaystyle \angle F_{1}PF_{2}} 的弧度，{\displaystyle \tau } 坐標是點 P 離兩個焦點的距離 {\displaystyle d_{1}} 與 {\displaystyle d_{2}} 的比例的自然對數：
{\displaystyle \tau =\ln {\frac {d_{1}}{d_{2}}}} 。
圓環坐標的值域為 {\displaystyle -\pi <\sigma \leq \pi } ，{\displaystyle \tau \geq 0} ， {\displaystyle 0\leq \phi <2\pi } 。

### 坐標曲面
每一個 {\displaystyle \sigma }-坐標曲面都是包含了焦圓，而不同心的圓球面。圓球半徑為
{\displaystyle x^{2}+y^{2}+(z-a\cot \sigma )^{2}={\frac {a^{2}}{\sin ^{2}\sigma }}} 。
正值 {\displaystyle \sigma } 的圓球面的圓心都在正 z-軸；而負值 {\displaystyle \sigma } 的圓球面的圓心則在負 z-軸。當絕對值 {\displaystyle \left|\sigma \right|} 增加時，圓球半徑會減小，圓心會靠近原點。當圓心與原點同點時，{\displaystyle \left|\sigma \right|} 達到最大值 {\displaystyle \pi /2} 。
每一個 {\displaystyle \tau }-坐標曲面都是不相交的環面。每一個環面都包圍著焦圓。環面半徑為
{\displaystyle z^{2}+\left({\sqrt {x^{2}+y^{2}}}-a\coth \tau \right)^{2}={\frac {a^{2}}{\sinh ^{2}\tau }}} 。
{\displaystyle \tau =0} 曲線與 z-軸同軸。當 {\displaystyle \tau } 值增加時，圓球面的半徑會減少，圓球心會靠近焦點。

### 逆變換

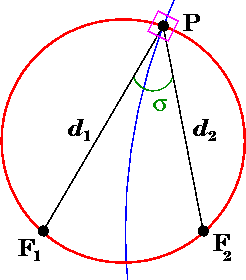
圖 3 ）點 P 的坐標 與 的幾何詮釋。在一個方位角 為常數的平面裏，圓環坐標系變成雙極坐標系。 與 的夾角 的弧度是 。 與 的比例的自然對數是 。 與 的等值曲線都是圓圈，分別以紅色與藍色表示。兩條等值曲線以直角相交（以洋紅色表示）。

{\displaystyle \tau } 是 {\displaystyle d_{1}} 與 {\displaystyle d_{2}} 的比例的自然對數：
{\displaystyle \tau =\ln {\frac {d_{1}}{d_{2}}}} 。
圓環坐標 {\displaystyle (\sigma ,\ \tau ,\ \phi )} 可以用直角坐標 {\displaystyle (x,\ y,\ z)} 來表達。方位角 {\displaystyle \phi } 的公式為
{\displaystyle \tan \phi ={\frac {y}{x}}} 。
點 P 與兩個焦點之間的距離是
{\displaystyle d_{1}^{2}=({\sqrt {x^{2}+y^{2}}}+a)^{2}+z^{2}} 、
{\displaystyle d_{2}^{2}=({\sqrt {x^{2}+y^{2}}}-a)^{2}+z^{2}} 。
如圖 3 ，{\displaystyle \angle F_{1}PF_{2}} 是兩條從點 P 到兩個焦點的線段 {\displaystyle {\overline {F_{1}P}}} 與 {\displaystyle {\overline {F_{2}P}}} 的夾角。這夾角的弧度是 {\displaystyle \sigma } 。用餘弦定理來計算：
{\displaystyle \cos \sigma ={\frac {d_{1}^{2}+d_{2}^{2}-4a^{2}}{2d_{1}d_{2}}}} 。

### 標度因子
圓環坐標 {\displaystyle \sigma } 與 {\displaystyle \tau } 的標度因子相等：
{\displaystyle h_{\sigma }=h_{\tau }={\frac {a}{\cosh \tau -\cos \sigma }}} 。
方位角的標度因子為
{\displaystyle h_{\phi }={\frac {a\sinh \tau }{\cosh \tau -\cos \sigma }}} 。
無窮小體積元素是
{\displaystyle dV={\frac {a^{3}\sinh \tau }{\left(\cosh \tau -\cos \sigma \right)^{3}}}d\sigma d\tau d\phi } 。
拉普拉斯算子是
{\displaystyle \nabla ^{2}\Phi ={\frac {\left(\cosh \tau -\cos \sigma \right)^{3}}{a^{2}\sinh \tau }}\left[{\frac {\partial }{\partial \sigma }}\left({\frac {\sinh \tau }{\cosh \tau -\cos \sigma }}{\frac {\partial \Phi }{\partial \sigma }}\right)+{\frac {\partial }{\partial \tau }}\left({\frac {\sinh \tau }{\cosh \tau -\cos \sigma }}{\frac {\partial \Phi }{\partial \tau }}\right)+{\frac {1}{\sinh \tau \left(\cosh \tau -\cos \sigma \right)}}{\frac {\partial ^{2}\Phi }{\partial \phi ^{2}}}\right]} 。
其它微分算子，像 {\displaystyle \nabla \cdot \mathbf {F} } 、{\displaystyle \nabla \times \mathbf {F} } ，都可以用 {\displaystyle (\sigma ,\ \tau ,\ z)} 坐標表示，只要將標度因子代入在正交坐標系條目內對應的一般公式。

## 應用
圓環坐標有一個經典的應用，這是在解析像拉普拉斯方程這類的偏微分方程式。在這些方程式裏，圓環坐標允許分離變數法的使用。個典型的例題是，有一個圓環導體，請問其周圍的電位與電場為什麼？應用圓環坐標，我們可以精緻地分析這例題。
由於托卡馬克的圓環形狀，圓環坐標時常用在托卡馬克的核融合理論研究。

## 參閱
- 國際熱核聚變實驗反應堆